# Kenya International 1998
Die Kenya International 1998 im Badminton fanden vom 4. bis zum 11. April 1998 statt.

## Sieger und Platzierte
| Disziplin    | Gold                         | Silber                         | Bronze                         |
| ------------ | ---------------------------- | ------------------------------ | ------------------------------ |
| Herreneinzel | Abraham Wogute               | Fred Gituku                    | Daniel Bagamba                 |
| Herreneinzel | Abraham Wogute               | Fred Gituku                    | Simon Kihara                   |
| Dameneinzel  | Sandra Moses                 | Edith Wamalwa                  | Johanna Riaze                  |
| Dameneinzel  | Sandra Moses                 | Edith Wamalwa                  | Elizabeth Banane               |
| Herrendoppel | Fred Gituku Abraham Wogute   | Gerald Bibi Jean-Paul Camille  | Simon Kihara John O. Odhiambo  |
| Herrendoppel | Fred Gituku Abraham Wogute   | Gerald Bibi Jean-Paul Camille  | Daniel Bagamba Godfrey Kivumbi |
| Damendoppel  | Helen Luziika Annet Nakamya  | Leah Kendy Edith Wamalwa       | Anna Ng'ang'a Deepa A. Shah    |
| Damendoppel  | Helen Luziika Annet Nakamya  | Leah Kendy Edith Wamalwa       | Sandra Moses Johanna Riaze     |
| Mixed        | Abraham Wogute Monica Githii | Jean-Paul Camille Sandra Moses | Jose Sinon Elizabeth Banane    |
| Mixed        | Abraham Wogute Monica Githii | Jean-Paul Camille Sandra Moses | Gilbert Ofoyuru Edith Wamalwa  |